# Kilikische Tanne
Die Kilikische Tanne (Abies cilicica), auch Zilizische Tanne genannt, ist eine Pflanzenart aus der Gattung der Tannen (Abies) in der Familie der Kieferngewächse (Pinaceae). Sie kommt in Klein- und Westasien vor.

## Beschreibung

### Vegetative Merkmale

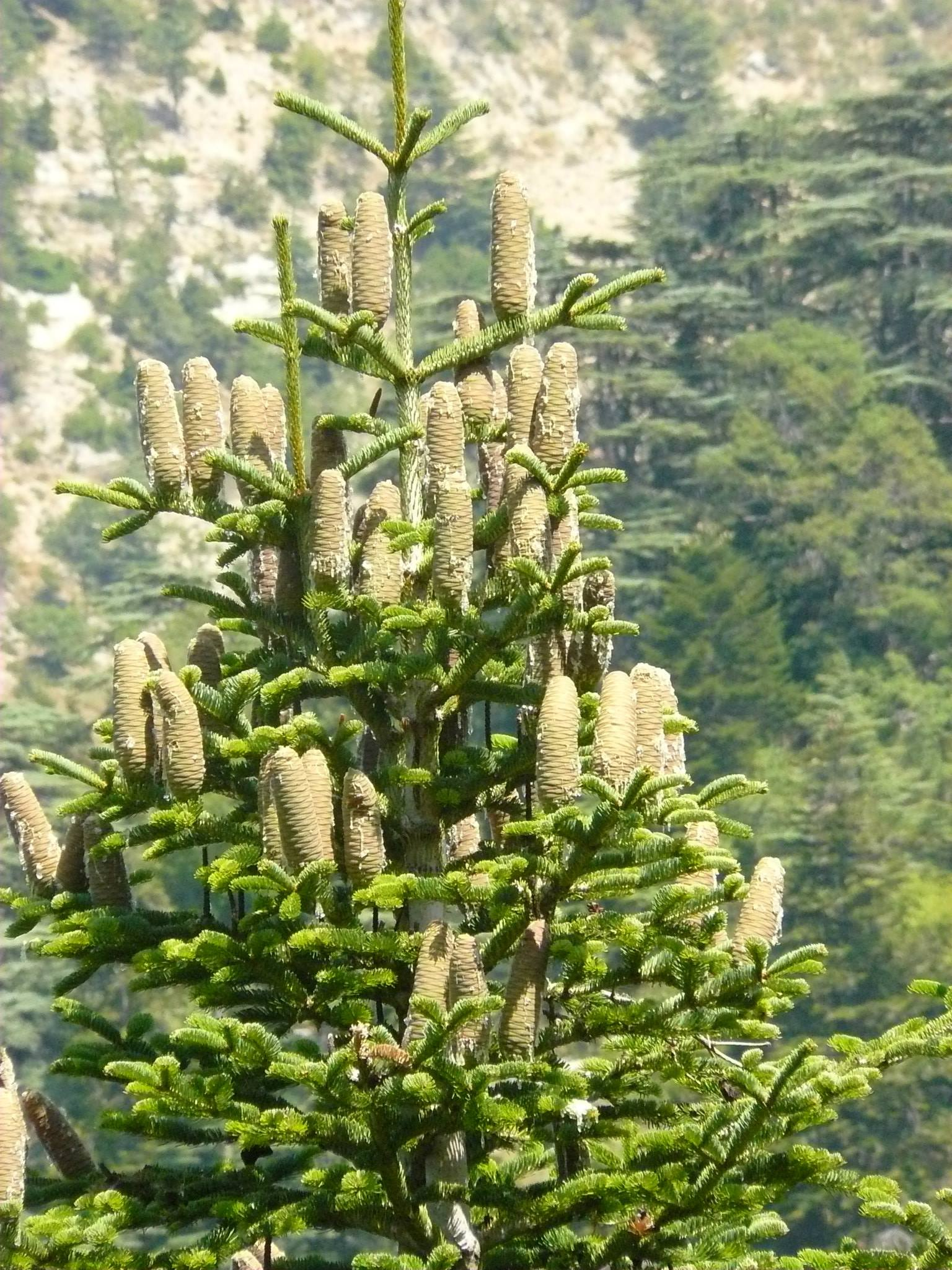
Kilikische Tanne (Abies cilicica) mit Zapfen

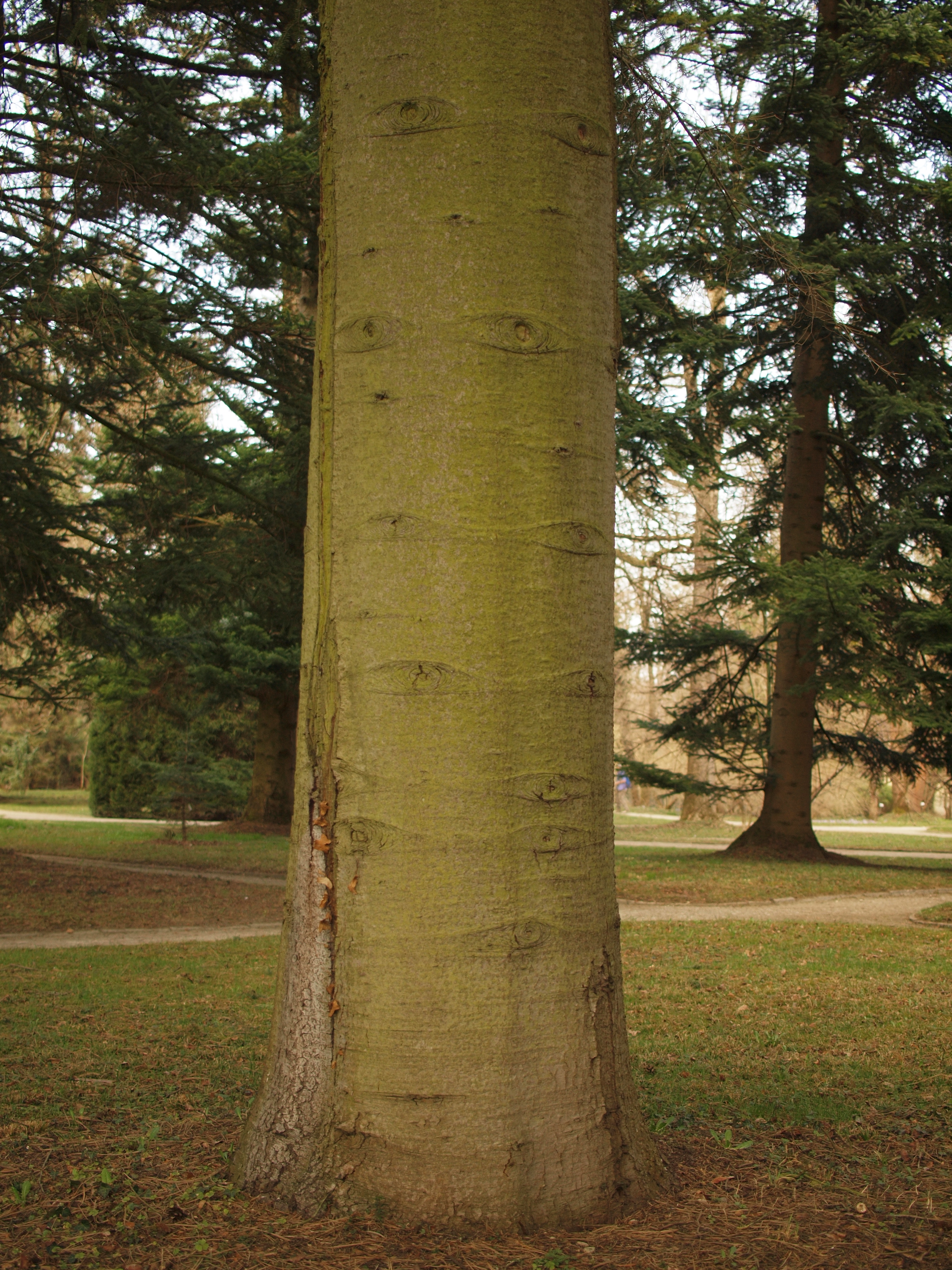
Stamm im Botanischen Garten in München

Die Kilikische Tanne ist ein wuchskräftiger, fast pyramidaler Baum, der Wuchshöhen von 25 bis 30 Meter und Brusthöhendurchmesser von 75 bis 210 Zentimeter erreicht. Die Borke ist aschgrau und anfangs glatt. Später entstehen tiefe Risse und es bilden sich schuppige Platten aus. Die Rinde junger Zweige ist rötlich gelb-grau bis oliv-grün.
Die eiförmigen Knospen sind rotbraun, harzlos und weisen einen Durchmesser von 1 bis 1,8 Millimeter auf. Die biegsamen, am Grunde gedrehten Nadeln werden bis zu 4 Zentimeter lang und besitzen eine meist abgerundete, nicht stechende Spitze die zweigeteilt sein kann. Oberseits sind sie dunkelgrün, unterseits weißlich-grün gefärbt. An der Unterseite verlaufen zwei bis drei breite weißgraue Stomatastreifen.

### Generative Merkmale
Die Blütezeit ist im Mai. Der rötlich-braune, zylindrische Zapfen wird 15 bis 30 Zentimeter lang und 4 bis 6 Zentimeter dick. Der geflügelte, rötlich-braune Samen ist etwa 2 Zentimeter lang. Die Samen reifen von September bis Oktober.

## Vorkommen
Die Kilikische Tanne kommt in Kleinasien und Westasien im Taurusgebirge, Anti-Taurus, Amanos- und Libanongebirge in Höhenlagen von 1000 bis 2100 Meter vor.
An den Standorten dominieren milde, niederschlagsreiche Winter und trocken-heiße Sommer. Die Art bevorzugt kalkhaltige Böden, wächst aber bei hohen Niederschlägen auch auf Sandsteinböden. Im Taurus bildet sie großflächige Reinbestände oder Mischbestände mit der Libanon-Zeder (Cedrus libani). Im Amanos-Gebirge treten oberhalb von 1900 Metern Mischbestände mit der Orient-Buche (Fagus orientalis) auf, die vor allem an Süd- und Westhängen zu finden sind. Weitere Vergesellschaftungen gibt es mit dem Stinkenden Wacholder.

## Nutzung
In Mitteleuropa wird sie als spätfrostgefährdetes Ziergehölz angepflanzt.

## Systematik
Die Erstbeschreibung dieser Art erfolgte 1853 durch Franz Antoine und Theodor Kotschy unter dem Namen Pinus cilicica Antoine & Kotschy im Oesterreichischen Botanischen Wochenblatt, 3, S. 409. Élie Abel Carrière stellte sie unter dem Namen Abies cilicica (Antoine & Kotschy) Carrière in die Gattung Abies in Traité gén. conif., 1855, 229.
Die Kilikische Tanne wird innerhalb der Gattung der Tannen (Abies) der Sektion Abies zugeordnet.
Von Abies cilicica gibt es zwei Unterarten:
- Abies cilicica (Antoine & Kotschy) Carrière subsp. cilicica
- Abies cilicica subsp. isaurica Coode & Cullen kommt in der Taurusregion von Isaurien vor.

## Gefährdung und Schutz
Die Abies cilicica subsp. cilicica wird in der Roten Liste der IUCN als „nicht gefährdet“ eingestuft. Die Abies cilicica subsp. isaurica wird als „gering gefährdet“ geführt. Für beide Unterarten wird angegeben, dass eine erneute Überprüfung der Gefährdung nötig ist.